# Adams-Preis
Der Adams-Preis (engl. Adams Prize) wird jährlich von der Universität Cambridge und dem St John’s College der Universität Cambridge für herausragende mathematische Leistungen an einen oder mehrere junge (normalerweise im Alter unter 40 Jahre), in Großbritannien lebende (UK based) Mathematiker verliehen. Früher war der Preis eine Auszeichnung für Mathematiker und theoretische Physiker der Universität Cambridge, die dafür einen Essay einreichten (Adams Prize Essay). Der Adams-Preis wurde 1848 im Gedenken an den Anteil von John Couch Adams an der Entdeckung des Neptuns gestiftet. Der Preis ist mit rund 30.000 Pfund dotiert, wovon ein Drittel an die Institution geht, an der der Mathematiker angestellt ist und ein Drittel an den Preisträger selbst. Mit einem Drittel soll eine einschlägige Veröffentlichung in einer international renommierten Fachzeitschrift finanziert werden.

## Preisträger
- 1850 Robert Peirson
- 1857 James Clerk Maxwell
- 1865 Edward Walker
- 1882 Joseph John Thomson
- 1871 Isaac Todhunter
- 1877 Edward Routh
- 1893 John Henry Poynting
- 1899 Joseph Larmor, Gilbert Walker
- 1901 Hector Munro Macdonald
- 1907 Ernest William Brown
- 1909 George Adolphus Schott
- 1911 Augustus Edward Hough Love
- 1913 Samuel McLaren, John William Nicholson
- 1915 Geoffrey Ingram Taylor
- 1917 James Hopwood Jeans
- 1919 John William Nicholson
- 1920 William Mitchinson Hicks
- 1922 Joseph Proudman
- 1924 Ralph Howard Fowler
- 1926 Harold Jeffreys
- 1928 Sydney Chapman
- 1930 Abram Samoilowitsch Besikowitsch
- 1932 Alan Herries Wilson
- 1934 Sydney Goldstein
- 1936 William Vallance Douglas Hodge
- 1940 Harold Davenport
- 1942 Homi Jehangir Bhabha
- 1947 Desmond B. Sawyer
- 1948 John Charles Burkill, Subrahmanyan Chandrasekhar, Walter Hayman, John Macnaghten Whittaker
- 1950 George Keith Batchelor, William Reginald Dean, Leslie Howarth
- 1952 Bernhard Neumann
- 1956 Harold Gordon Eggleston
- 1958 Paul Taunton Matthews, Abdus Salam, Gerald Taylor
- 1960 Vasant Shankar Huzurbazar, Walter L. Smith
- 1962 John Ringrose
- 1964 James G. Oldroyd, Owen Larkin Phillips
- 1966 Stephen Hawking, Roger Penrose, Jayant V. Narlikar
- 1970 Robert Burridge, Leslie John Walpole, John Raymond Willis
- 1972 Alan Baker, Christopher Hooley, Hugh Montgomery
- 1974 John Fitch, David Barton
- 1976 Tim Pedley
- 1978 Alastair Mees
- 1980 Michael E. McIntyre, Brian Leslie Norman Kennett
- 1982 Dan Segal, Martin J. Taylor, Gordon James, Steve Donkin, Aidan Schofield
- 1984 Bernard John Carr
- 1986 Brian D. Ripley
- 1992 Paul Glendinning
- 2001 Sandu Popescu
- 2002 Susan Howson
- 2003 David Hobson
- 2004 Dominic Joyce
- 2005 Mihalis Dafermos, David Stuart
- 2006 Jonathan Sherratt
- 2007 Paul Fearnhead
- 2008 Tom Bridgeland, David Tong
- 2009 Raphaël Rouquier
- 2010 Jacques Vanneste
- 2011 Harald Helfgott, Tom Sanders
- 2012 Sheehan Olver, Françoise Tisseur
- 2013 Ivan Smith
- 2015 Arend Bayer, Thomas Coates
- 2016 Clément Mouhot
- 2017 Graham Cormode, Richard Samworth
- 2018 Claudia de Rham, Gustav Holzegel
- 2019 Heather Harrington, Luitgard Veraart
- 2020 Konstantin Ardakov, Michael Wemyss
- 2021 Mahir Hadžić, Jeffrey Galkowski
- 2022 Jack Thorne
- 2023 Anne Cori, Adam Kucharski
- 2024 Soheyla Feyzbakhsh, Nick Sheridan
- 2025 Theo Assiotis, Giuseppe Cannizzaro